# Geneviève Kervine
Geneviève Kervine (27 de junio de 1931-5 de septiembre de 1989) fue una actriz teatral, cinematográfica y televisiva de nacionalidad francesa.

## Biografía
Su verdadero nombre era Geneviève Marie Antoinette Kervingant, y nació en Dakar, Senegal, donde su padre trabajaba como coronel médico del ejército. Ella debutó en escena en la Ópera de Hanoi (Vietnam), ciudad en la que también fue destinado su padre. De nuevo en Francia a finales de los años 1940, siguió cursos de arte dramático de Charles Dullin, consiguiendo pequeños papeles en operetas, de moda en la época, entre ellas Phi-Phi, representada en el Théâtre des Bouffes-Parisiens. Formada para la escena, fue en el teatro y en el cabaret donde obtuvo sus primeros compromisos. 
Kervine trabajó en numerosas piezas que representó en provincias con las giras Herbert-Karsenty, siendo acompañada por su compañero preferido y esposo en la vida real, el actor Jean Bretonnière, con el que se casó el 24 de junio de 1967 en Sérignan. Su hijo, Marc Bretonnière, es también actor.
Geneviève Kervine falleció en 1989 en París, Francia. En el año 1955 había recibido el Premio Suzanne-Bianchetti.

## Teatro
- 1950 : Il faut marier maman, de Marc-Cab y Serge Veber, escenografía de Pierre Dux, Théâtre de Paris
- 1950 : M’sieur Nanar, de Jean-Jacques Vital, Pierre Ferrari y André Hornez, escenografía de Fred Pasquali, Théâtre de l'Étoile
- 1952 : Le Sire de Vergy, de Robert de Flers y Gaston Arman de Caillavet, escenografía de Jean-Pierre Grenier, Théâtre La Bruyère
- 1953 : Une femme par jour, de Jean Boyer, escenografía de Roland Armontel, Théâtre de Paris
- 1958 : La Mouche bleue, de Marcel Aymé, escenografía de Claude Sainval, Théâtre des Célestins
- 1960 : La Collection Dressen, de Harry Kurnitz, escenografía de Fernand Ledoux, Théâtre des Célestins
- 1964 : Mon Faust, de Paul Valéry, escenografía de Pierre Franck, Théâtre des Célestins
- 1964 : Mary, Mary, de Jean Kerr, escenografía de Jacques-Henri Duval, Théâtre des Célestins
- 1968 : L'Amour en passant, a partir de Scènes de la vie d'une femme, de Guy de Maupassant, escenografía de Pierre Franck, Théâtre Montansier y giras Herbert-Karsenty
- 1969 : L'Amour en passant, Théâtre des Célestins
- 1969 : La vida parisina, de Jacques Offenbach, Henri Meilhac y Ludovic Halévy, escenografía de Jean-Pierre Grenier, Théâtre des Célestins
- 1972 : Le Faiseur, de Honoré de Balzac, escenografía de Pierre Franck, Théâtre Montansier, Théâtre des Célestins y gira
- L’Illusionniste, de Sacha Guitry
- Les Brumes de Manchester, de Frédéric Dard

## Filmografía

### Cine
- 1952 : Cent francs par seconde, de Jean Boyer
- 1952 : Belle Mentalité, de André Berthomieu
- 1953 : Virgile, de Carlo Rim
- 1954 : Ma petite folie, de Maurice Labro
- 1954 : Une vie de garçon, de Jean Boyer
- 1954 : Le Fil à la patte, de Guy Lefranc
- 1954 : Dix-huit heures d'escale, de René Jolivet
- 1954 : Pas de souris dans le bizness, de Henri Lepage
- 1955 : Les Nuits de Montmartre, de Pierre Franchi
- 1955 : Gueule d'ange, de Marcel Blistène
- 1955 : Pas de pitié pour les caves, de Henri Lepage
- 1955 : Quatre jours à Paris, de André Berthomieu
- 1956 : Villa sans souci, de Maurice Labro
- 1956 : Alerte au deuxième bureau, de Jean Stelli
- 1956 : Cinq millions comptant, de André Berthomieu
- 1956 : Pitié pour les vamps, de Jean Josipovici
- 1957 : Une gosse sensass, de Robert Bibal
- 1957 : L'Auberge en folie, de Pierre Chevalier
- 1957 : Un certain monsieur Jo, de René Jolivet
- 1957 : La Nuit des suspectes, de Víctor Merenda
- 1957 : Paris Music Hall, de Stany Cordier
- 1958 : Amour, autocar et boîtes de nuit, de Walter Kapps
- 1959 : Soupe au lait, de Pierre Chevalier
- 1960 : Vers l'extase, de René Wheeler
- 1960 : Callaghan remet ça, de Willy Rozier
- 1961 : C'est pas toujours du caviar, de Géza von Radványi
- 1961 : Diesmal muss es Kaviar sein, de Géza von Radványi
- 1961 : La Traversée de la Loire, de Jean Gourguet
- 1962 : C'est pas moi, c'est l'autre, de Jean Boyer

### Televisión
- 1977 : Histoire de la grandeur et de la décadence de César Birotteau (serie)
- 1980 : Au théâtre ce soir : Peau de vache, de Pierre Barillet y Jean-Pierre Grédy, escenografía de Jacques Charon, dirección de Pierre Sabbagh, Théâtre Marigny